# Vaughn (New Mexico)
Vaughn is een plaats (town) in de Amerikaanse staat New Mexico, en valt bestuurlijk gezien onder Guadalupe County.

## Demografie
Bij de volkstelling in 2000 werd het aantal inwoners vastgesteld op 539.
In 2006 is het aantal inwoners door het United States Census Bureau geschat op 463, een daling van 76 (-14,1%).

## Geografie
Volgens het United States Census Bureau beslaat de plaats een oppervlakte van
14,5 km², geheel bestaande uit land. Vaughn ligt op ongeveer 1822 m boven zeeniveau.

## Plaatsen in de nabije omgeving
De onderstaande figuur toont nabijgelegen plaatsen in een straal van 68 km rond Vaughn.